# Anthopleura krebsi
Anthopleura krebsi är en havsanemonart som beskrevs av Duchassaing de Fonbressin och Giovanni Michelotti 1860. Anthopleura krebsi ingår i släktet Anthopleura och familjen Actiniidae. Inga underarter finns listade i Catalogue of Life.